# Kulturhuset Spira

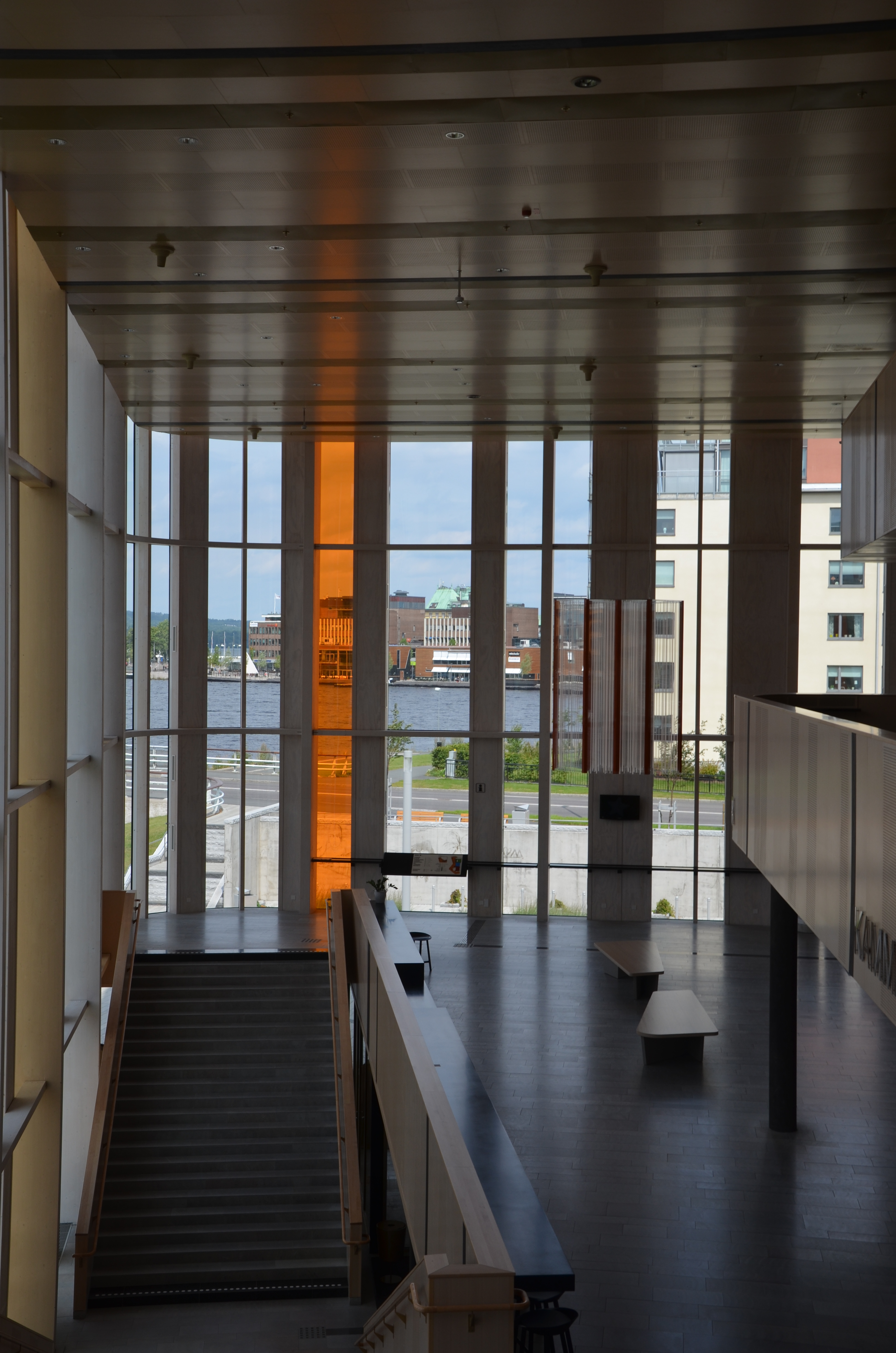
Interiör med utsikt över Munksjön

Kulturhuset Spira är ett kulturhus för främst scenkonst i Jönköping och invigdes 11 november 2011. I huset sätter Smålands Musik och Teater upp scenföreställningar i flera genrer med omkring 800 konserter och andra föreställningar per år. Region Jönköpings län är ägare av byggnaden. 
Kulturhuset Spira är arbetsplats för ett hundratal medarbetare med konstnärliga, tekniska och administrativa uppgifter. I huset finns Restaurang Spira som drivs av Företags Catering.

## Utformning och interiör
Spira är ritad av Gert Wingårdh och Jonas Edblad på Wingårdh arkitektkontor. Fasaden är av vitt, klart och kulört glas och har en böljande form. Denna form gav namnet "Spi'ra" som namn på arkitektförslaget i tävlingen 2006–2007. Arkitekturens bärande idéer, med alla publika ytor organiserade på samma nivå, var formulerade redan i tävlingsförslaget och har i stort sett genomförts i den färdiga byggnaden. Glasformgivaren Ingegerd Råman har ritat fem lampor till foajén. Spiralamporna är tillverkade av Haboföretaget Fagerhults Belysning Sverige AB. Det interaktiva konstverket Soundflower av Milo Lavén, med fem lurar i plåt, står på gräskullen utanför huset. Kulturhuset Spira är landets första "gröna" kulturbyggnad och har en tydlig miljöprofil.[källa behövs]